# Chlorozada pyrites
Chlorozada pyrites är en fjärilsart som beskrevs av George Francis Hampson 1912. Chlorozada pyrites ingår i släktet Chlorozada och familjen trågspinnare. Inga underarter finns listade i Catalogue of Life.